# Гиг II д’Альбон
Гиг II д’Альбон, Гиг Пингис (Толстый) (фр. Guigues II d’Albon, dit Pinguis (le gras)) (ок. 1025—1079) — граф Грезиводана и Бриансонэ с 1070. Сын Гига I д’Альбон и Аделаиды Савойской.
Его владения, хотя географически не составляли единого целого и были разбросаны от Вьенна до Гренобля, не уступали по площади соседним графствам Савойя и Валентинуа.
В войнах не участвовал, и поэтому о нём имеется очень мало исторических сведений.
Не позднее 29 апреля 1050 года Гиг Пингис женился на Петронилле (1039/41 - до 1106), происхождение которой не выяснено. Согласно некоторым сайтам, это Петронилла де Руаян — сестра епископа Гренобля (из рода графов Валентинуа). Согласно Europäische Stammtafeln, женой Гига II д’Альбона была Аделаида Савойская, дочь Оттона, маркиза Сузы.
Дети:
- Гиг III (ум. 21 декабря 1125) — граф Альбон
- Аделаида, жена Софредуса д'Отрива.
- Амедей, монах в Бонво.

В 1070 году Гиг женился вторым браком на Инес, дочери барселонского графа Раймона Беренжера I. 
Сын:
- Гиг-Раймон д’Альбон, с 1091 муж Иды, наследницы графства Форе. Их сын Гиг стал родоначальником династии д’Альбон — Форе.

Гига II часто путают с отцом - Гигом I. Возможно, какие-то детали биографии одного на самом деле принадлежат другому.